# Coloração de medicamentos
A coloração de medicamentos corresponde a impregnação de cor, em determinado medicamento, buscando assim uma melhor adesão ao tratamento, segurança na utilização ou fabricação e um melhor aspecto.
Estes corantes, são regulados pela vigilância sanitária do país. Alguns destes, podem causar alergias como a tartrazina, e no Brasil, todo produto com este corante tem rotulado a advertência sobre seus riscos.